# ماکارونی نیروی دریایی
ماکارونی پو فلوتسکی (به روسی: макароны по-флотски، به معنای ماکارونی به سبک نیروی دریایی) یک غذای روسی است که از ماکارونی پخته شده (معمولاً ماکارونی، پنه یا فوسیلی) مخلوط با قیمه مرکب از گوشت چرخ کرده خورشتی (معمولا گوشت گاو یا خوک) سرخ شده و پیاز سرخ شده و طعم دار شده با نمک و فلفل سیاه تشکیل شده‌است. این غذا که در ابتدا در نیروی دریایی سرو می‌شد، به دلیل سادگی، هزینه کم و زمان کوتاه آماده‌سازی در روسیه محبوب شد.ماکارونی پو فلوتسکی به ویژه پس از جنگ جهانی دوم در دوران فقر در اتحاد جماهیر شوروی محبوب شد.

## آماده‌سازی
پاستا در آب جوش نمکی پخته می‌شود. پیازها به خوبی خرد می‌شوند و گوشت باید چرخ شده و ریز باشد. بعد از ریختن مقداری روغن روی ماهیتابه پیازهای خرد شده را تفت داده و بعد از اینکه رنگ طلایی پیدا کرد گوشت را به آن اضافه می‌کنیم تا سرخ شود. گوشت چرخ کرده را می‌توان با کنسرو گوشت (توشونکا) جایگزین کرد. قیمه با نمک و فلفل مزه دار می‌شود. وقتی گوشت سرخ شد و پاستا پخته شد با هم مخلوط می‌شوند. این غذا معمولاً بدون هیچ گونه افزودنی سرو می‌شود، اما می‌توان آن را با ترشی میل کرد.